# Merle Jääger
Merle Jääger, född 19 oktober 1965 i Tallinn, Estland, estnisk skådespelare.

## Filmografi (urval)
- 2005 - Malev